# تکیه‌گاه (معماری)

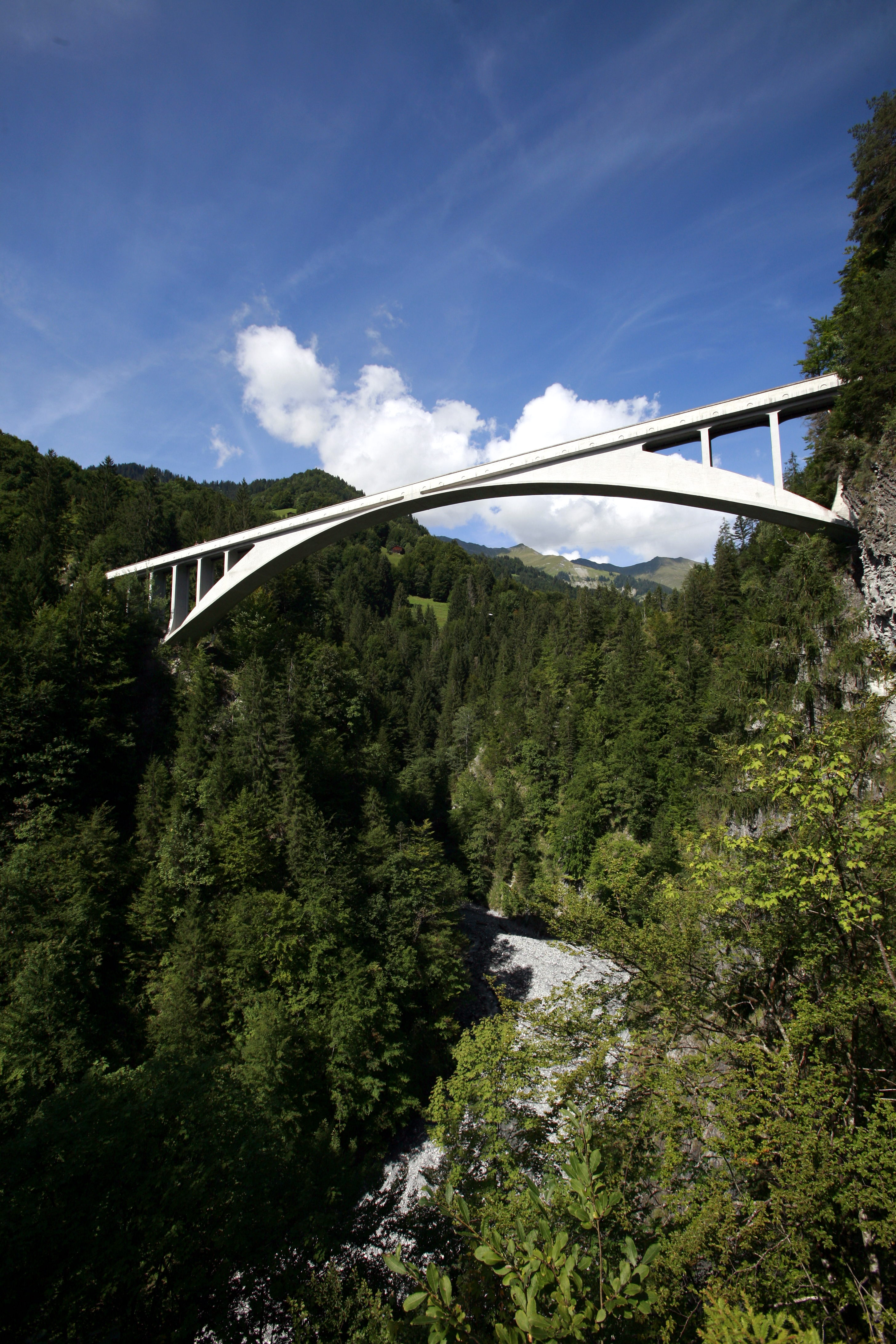
پل سالگیناتوبل با چفد کفته بر روی دهانه ۹۳ متری که نیروی رانشی سهمگینی به دو سر پل وارد می‌کند؛ فشار سنگینی که با تکیه‌گاه‌های آن که کوه هستند مهار شده‌است. از سازه‌های نوآورانه روبرت مایلارت

تکیه‌گاه در معماری به بخشی از سازه گفته می‌شود که نقش پشتیبان و نگهدارنده و در اصطلاح «تکیه‌گاه» را برای بخشی دیگر از سازه ایفا می‌کند. تکیه‌گاه باید در برابر دو نیروی فشاری که عمودی وارد می‌شود و نیروی رانشی که افقی وارد می‌شود تاب بیاورد؛ این نیروها که گاه همزمان و گاه جدا جدا توسط تکیه‌گاه مهار می‌شوند سازوکار ویژه و اساسی ای را برای تکیه‌گاه رقم می‌زنند؛ بنابراین تکیه گاه را باید بخش جدایی ناپذیر و بنیادین هر نوع سازه‌ای دانست.

## سازوکار تکیه‌گاه
تکیه‌گاه نظر به نیرویی که مهار می‌کند به دو گونه کلی تقسیم می‌شود:
تکیه‌گاه برای مهار نیروی رانشی
این سازوکار را به‌طور ویژه در ساخت طاق و گنبد یا هرگونه پوشش چفدی (خمیده) اعم از پل و سد می‌توان یافت. از آنجا که در پوشش‌های چفدی در کنار نیروی فشاری، نیروی رانشی سهمگینی پدید می‌آید ازینرو توانایی تاوش (مقاومت) و پایداری تکیه گاه نقش ناگزیری در استواری و استحکام سازه خواهد داشت.
تکیه‌گاه در پوشش‌های چفدی (خمیده و قوسی) همواره یا طبیعی است یا خود بخش دیگری از سازه مانند دیوار است. تکیه‌گاه‌های طبیعی می‌توانند کوه یا کمر یا خرسنگ‌هایی باشند که در دو سوی یک دهانه برای پوشش قرار گرفته‌اند و بسته به میزان نیروی رانشی ای که بر آنها وارد می‌آید از تاب آوری بسنده‌ای بهره‌مندند. تکیه‌گاه‌های طبیعی را همواره در پل‌ها، بندها، و سدهایی که به روش چفدی پیاده می‌شوند می‌توان مشاهده کرد. نمونه آن در پل ورسک یا سی‌وسه‌پل و بسیاری دیگر از پل‌های کهن و پل‌های چفدی مدرن به روش بتن مسلح و فولاد دیدنی اند. تکیه‌گاه اگر خود بخشی از سازه باشد معمولاً دیوار و در موارد کمتری ستون خواهد بود. محاسبه تکیه‌گاهی دیوار به‌طور ویژه جستاری به نام جرز را پیش می‌کشد. بر این پایه جرز ستبرای دیوار است که نظر به میزان فشاری که می‌باید دیوار از سوی طاق یا گنبد تاب آورد پیمون می‌شود. این پیمون و اندازه برای نمونه در معماری سنتی ایرانی نسبت دقیقی دارد: دیوار خشتی دست کم باید ۱۲ گره(۸۰ سانتی‌متر) و دیوار آجری باید ۵ گره و یک بهر(۳۶/۳ سانتی‌متر) ستبرای جرز داشته باشد؛ وگرنه دیوار در برابر تنش‌های رانشی از محل دوسش (اتصال) با طاق یا گنبد به بیرون می‌شکند.
تکیه‌گاه برای مهار نیروی فشاری
این سازوکار در هر گونه سازه ایست که فشار به شکل کاملاً عمودی بر تکیه گاه وارد می‌شود. به‌طور ویژه این سازوکار را در تکیه گاه‌های پوشش‌های تخت (در برابر چفدی) می‌توان سراغ گرفت خواه سقف خواه پل یا هر سازه دیگر. ستون یک تکیه گاه است که به‌طور معمول برای مهار نیروهای فشاری در سازه‌های گوناگون بویژه پل‌ها ساخته می‌شود. ستونی که بیشترین فشار را در سازه مهار می‌کند پیل‌پا خوانده می‌شود. گو اینکه ستون می‌تواند گاه نقش کارآمدی در تاب آوردن نیروی رانشی نیز داشته باشد. همچنانکه در معماری سنتی گهگاه از پیل‌پاها برای مهار پاره‌ای از نیروهای رانشی زیر گنبدها بهره می‌گرفتند.